# Ogilbia galapagosensis
El cuskeel de Galápagos (Ogilbia galapagosensis) es una especie de peces de la familia Bythitidae. 

## Distribución
Es endémica de las islas Galápagos, Ecuador.